# Benno Ennker
Benno Ennker (* 12. September 1944 in Nordhausen) ist ein deutscher Osteuropahistoriker mit Forschungsschwerpunkten in den folgenden Bereichen: sowjetische und postsowjetische Geschichte und geschichtliche Politik, insbesondere Stalinismus, Verfassungsrecht und Herrschaftskulten, sowie russische Sozial- und Kulturgeschichte.

## Leben
Benno Ennker wurde am 12. September 1944 im thüringischen Nordhausen (auch: Nordhausen am Harz) geboren und schloss ein Studium der Rechts- und Politikwissenschaften, der Soziologie und der Geschichte mit Schwerpunkt Osteuropäische Geschichte ab. Seinen Doktortitel erlangte er 1994 summa cum laude mit der Dissertation Die Anfänge des Leninkults in der Sowjetunion an der Universität Tübingen, welche 1997 veröffentlicht wurde.
Seit 1988 ist er mit der Osteuropahistorikerin Bianka Pietrow-Ennker verheiratet.

### Wissenschaftliche Karriere
Bereits vor seiner Dissertation war Benno Ennker von 1987 bis 1994 an der Universität Tübingen als freier Mitarbeiter der Philosophischen Fakultät im Fachbereich Osteuropäische Geschichte und Landeskunde angestellt. Danach war er dort als wissenschaftlicher Mitarbeiter tätig. Während dieser Zeit unternahm er nahezu jährlich Forschungsaufenthalte in die Sowjetunion und nach Russland.
Unter anderen arbeitete er seit 1995 am DFG-geförderten Projekt „Stalinkult und politische Herrschaft“, seit 2000 am Forschungsprojekt „Herrschaft als soziale Praxis in der Geschichte der Sowjetunion unter Lenin und Stalin (1917–1953). Versuch einer kulturgeschichtlichen Synthese“ der VW-Stiftung und seit 2005 am Forschungsprojekt „Zwischen Verfassung und Großem Terror: Die Konstituierung des ‚Sowjetvolkes’ 1935–1938“ der Gerda-Henkel-Stiftung.
Neben seiner Tätigkeit an der Universität Tübingen wurde Benno Ennker von 2001 bis 2017 regelmäßig zu Lehraufträgen an die Universität St. Gallen für den Lehrstuhl Russische Kultur- und Sozialgeschichte berufen, den er in dieser Zeit auch vertrat.

## Veröffentlichungen (Auswahl)
- Führerdiktatur – Sozialdynamik und Ideologie. In: Matthias Vetter (Hrsg.): Terroristische Diktaturen im 20. Jahrhundert. Strukturelemente der nationalsozialistischen und stalinistischen Herrschaft. Wiesbaden 1996, S. 85–117.
- Die Anfänge des Leninkults in der Sowjetunion (= Beiträge zur Geschichte Osteuropas. Band 22). Böhlau, Köln 1997, ISBN 3-412-10996-7.
- The Stalin Cult, Bolshevik Rule, and Kremlin Interaction in the 1930s. In: Apor, Balazs / Behrends, Jan C. / Jones, Polly / Rees, E. Arfon (Hrsg.): The Leader Cult in Communist Dictatorships: Stalin and the Eastern Bloc. Basingstoke 2004, S. 83–101.
- (als Hrsg.): Der Führer im Europa des 20. Jahrhunderts (= Tagungen zur Ostmitteleuropa-Forschung. Band 27). Verlag Herder-Institut, Marburg 2010, ISBN 978-3-87969-359-7.